# Chapter 3: The Flesh
Chapter 3: The Flesh è il quarto album della cantante statunitense Syleena Johnson, pubblicato nel 2005 da Jive Records, BMG e Zomba, sussidiaria della Sony.
| Recensione | Giudizio |
| ---------- | -------- |
| AllMusic   | [ 1 ]    |

## Tracce
1. The Flesh — Interlude – 2:33 – Daniel Jackson, Covert, Kevin Cannon
2. Hypnotic (featuring R. Kelly & Fabolous) – 4:49 – R. Kelly
3. He Makes Me Say – 3:22 – Terry Hunter
4. Special Occasion – 4:03 (Kelly) – R. Kelly
5. More (featuring Anthony Hamilton) – 3:54 – KayGee
6. Bull's-Eye (Suddenly) (featuring Common) – 4:18 – Kanye West
7. Classic Love Song (featuring Jermaine Dupri) – 3:23 – Jermaine Dupri, Manuel Seal, Jr. (co-prod.)
8. Phone Sex (featuring Twista) – 5:01 – Darren Henson, Keith Pelzer
9. Slowly – 4:23 – Henson, Pelzer
10. Time – 3:35 – Soul Diggaz, Magic (co-prod.), Mr. Saga (co-prod.)
11. Still Open – 4:32 – Henson, Pelzer
12. Another Relationship – 4:16 – Kevin Randolph, Larry "Rock" Campbell
13. Leave Me Alone – 3:35 – Rick Robinson
14. Apartment for Rent – 3:52 – KayGee, Tramp (co-prod.), Trend Setter(co-prod.)
15. Only a Woman – 3:52 – KayGee
16. The Flesh — Outro – 1:23 – KayGee

## Classifiche settimanali
| Classifica (2005)         | Posizione massima |
| ------------------------- | ----------------- |
| Stati Uniti               | 75                |
| US Top R&B/Hip-Hop Albums | 15                |